# Férfi 1500 méteres síkfutás a 2011. évi nyári európai ifjúsági olimpiai fesztiválon
A 2011. évi nyári európai ifjúsági olimpiai fesztiválon az atlétikai versenyszámokat Trabzonban rendezték. A férfi 1500 méteres síkfutás döntőjét július 27.-én rendezték.

## Döntő
| H     | Név                 | Nemzet             | E       | Mj |
| ----- | ------------------- | ------------------ | ------- | -- |
| Arany | Ruairi Finnegan     | Írország           | 3:53.78 |    |
| Ezüst | Samuele Dini        | Olaszország        | 3:54.45 |    |
| Bronz | James Lamswood      | Egyesült Királyság | 3:55.02 |    |
| 4.    | Jan Petrac          | Szlovénia          | 3:55.66 | PB |
| 5.    | Joao Cruz           | Portugália         | 3:57.47 | PB |
| 6.    | Mustafa Kocatepe    | Törökország        | 3:57.93 | SB |
| 7.    | Jorijn De Mare      | Hollandia          | 3:58.62 |    |
| 8.    | Ilie Bogdan Macovei | Románia            | 3:58.79 | PB |
| 9.    | Isaac Kimeli        | Belgium            | 3:58.80 | PB |
| 10.   | Nemanja Kojic       | Szerbia            | 3:59.15 |    |
| 11.   | Ivan Malic          | Horvátország       | 4:01.52 |    |
| 12.   | Omer Almog          | Izrael             | 4:05.18 |    |
| 13.   | Dominik Stadlmann   | Ausztria           | 4:05.22 | PB |
| 14.   | Bob Bertemes        | Luxemburg          | 4:10.08 |    |
| 15.   | Marc Alcala         | Spanyolország      | 4:13.82 |    |